# Pablo Álvarez Fernández
Pablo Álvarez Fernández (* 1988 in León) ist ein spanischer Ingenieur und Astronautenanwärter.

## Ausbildung und Jugend
Pablo Álvarez Fernández wurde in León geboren, er wuchs in Sabugo, einem Dorf in der Comarca Omaña auf. Dort fasste er nach eigener Aussage im Alter von fünf Jahren den Wunsch, Astronaut zu werden.  Pablo Álvarez Fernández erhielt einen Bachelortitel in Luft- und Raumfahrttechnik der Universität León und schloss die Technische Universität Warschau mit einem Mastertitel in Raumfahrttechnik ab.

## Karriere
Nach dem Abschluss seiner akademischen Ausbildung arbeitete Álvarez Fernández von 2011 bis 2017 als Ingenieur an mehreren Flugzeugentwicklungen, darunter für Airbus und Safran in Spanien, Großbritannien und Frankreich. Er arbeitete an der Produktion der Modelle A350 und A380 von der europäischen Airbus sowie der amerikanischen Boeing 777 und der chinesischen Comac C919.
Von 2017 bis 2020 arbeitete er für Airbus in Großbritannien am ExoMars Rover als Planer für die Integration der mechanischen Komponenten. Dabei kümmerte er sich um das Zusammenspiel der verschiedenen Instrumente, etwa ob elektromagnetische Interferenzen deren Funktion beeinträchtigen könnten. In seine Verantwortung fiel unter anderem die Entwicklung des Einbauprozesses für Radionuklid-Heizelemente zusammen mit der russischen Raumfahrtagentur Roskosmos und ihrem europäischen Gegenstück, der ESA. Er war zudem der Leiter einer Testkampagne für Umwelteinflüsse. Darüber hinaus arbeitete er an Entwürfen, Entwicklung und Tests für Versiegelungen am Rover, die biologische Kontamination verhindern sollen.
Bis 2022 arbeitete Álvarez Fernández als Projektleiter bei Airbus in Spanien, wobei er zuletzt im Management des A350-Programms in Getafe tätig war.

## Europäisches Astronautenkorps
Im November 2022 wurde Álvarez Fernández für das Europäische Astronautenkorps ausgewählt. Álvarez Fernández hatte sich dabei ursprünglich über den Auswahlprozess für Kandidaten mit Behinderung beworben, seine Behinderung wurde jedoch als so gering eingeschätzt, dass keine besonderen Kriterien angesetzt wurden. Die Spanierin Sara García Alonso, die zeitgleich als Teil der Reserve des Astronautenkorps bestimmt wurde, stammt ebenfalls aus León.
Er schloss seine einjährige Grundausbildung im April 2024 ab, wodurch er für Langzeitmissionen der ESA qualifiziert ist. Er wäre nach dem ESA-Astronauten Pedro Duque der zweite Spanier, der in den Weltraum flöge. Álvarez Fernández ist bislang keiner Mission zugeteilt, alle fünf Astronauten der Auswahl 2022 sollen jedoch bis 2030 zur Internationalen Raumstation fliegen.